# Naruhiko Higašikuni
Naruhiko Higašikuni (japonsky: 東久邇宮稔彦王, 3. prosince 1887 – 20. ledna 1990) byl japonský politik a voják. Byl strýcem japonského císaře Hirohita, s titulem prince.

## Život
Roku 1945 byl prvním premiérem Japonska po druhé světové válce, byť pouhých 54 dní. Ve stejném roce byl krátce ministrem armády. Byl jediným členem císařské rodiny, který kdy stanul v čele vlády.
Přestože zastával vysoké vojenské pozice, byl před válkou i během ní v jisté opozici vůči militaristické klice. Na konci války částečně spolupracoval s Američany při vydávání Saipanu do jejich rukou. Tím si získal jejich důvěru. Američané měli navíc informace, že po válce se chystá svrhnout císaře Hirohita, dosadit na Chryzantémový trůn nezletilého Akihita a sám zemi vládnout jako regent.
Tento plán se však nerealizoval, možná i proto, že Hirohito poměrně nečekaně svěřil Higašikunimu post premiéra s úkolem demobilizovat japonskou armádu a projednat s Američany podobu okupačního režimu. To druhé však Higašikuni nedokázal, když se s Američany neshodl. Po rezignaci pokračoval v zákulisní politice namířené proti Hirohitovi. Ta nebyla nakonec úspěšná, a tak roku 1946 Higašikuni požádal císaře, aby mohl opustit císařskou rodinu a stát se prostým občanem. Dostal svolení, ovšem prosadit se v běžném životě pro něj bylo velmi obtížné. Zažil značné obchodní neúspěchy (mimo jiné i se secondhandovým obchodem). Pokusil se poté založit vlastní zen-buddhistickou sektu, kterou však zakázala americká okupační správa. Lepší časy pro něj přišly až na konci 50. let, kdy zažil úspěch jeho knižně vydaný deník z válečných časů (Ichi Kozoku no Senso Nikki). Po úspěchu deníku vydal roku 1968 ještě paměti. Zemřel až v roce 1990, dožil se 102 let.